# Nationalliga A (Handball) 2012/13
Die Spielzeit 2012/13 war die 64. reguläre Spielzeit der Schweizer Nationalliga A im Handball der Männer. Auf diese Saison hin wurde die Liga von 12 auf 10 Teams verkleinert.

## Modus
Gespielt wurden von den 10 Teams zwei Doppelrunden zu je 18 Spielen.
Danach wurde eine Finalrunde mit den besten sechs Mannschaften aus der Hauptrunde gespielt. Die besten vier Teams ermittelten den Schweizer Meister im Playoff-Stil. Die Halbfinals und der Final wurden nach dem Modus Best-of-Five gespielt.
Die anderen vier Mannschaften aus der Hauptrunde ermittelten in einer Abstiegsrunde den direkten Absteiger. Die zweitletzte Mannschaft der Abstiegsrunde spielte zwei Barragespiele gegen den Zweiten der Nationalliga B.

## Hauptrunde

### Rangliste
| Pl. |  | Verein                         | Sp. | S  | U | N  | Tore      | Diff. | Punkte  |
| --- |  | ------------------------------ | --- | -- | - | -- | --------- | ----- | ------- |
| 1.  |  | Wacker Thun (C)                | 18  | 14 | 2 | 2  | 0504:4460 | +58   | 030:60  |
| 2.  |  | Pfadi Winterthur               | 18  | 14 | 1 | 3  | 0521:4510 | +70   | 029:70  |
| 3.  |  | Kadetten Schaffhausen (M) (SC) | 18  | 12 | 1 | 5  | 0524:4570 | +67   | 025:110 |
| 4.  |  | BSV Bern Muri                  | 18  | 8  | 2 | 8  | 0455:4470 | +8    | 018:180 |
| 5.  |  | HC Kriens-Luzern               | 18  | 8  | 2 | 8  | 0472:4710 | +1    | 018:180 |
| 6.  |  | TSV St. Otmar St. Gallen       | 18  | 7  | 3 | 8  | 0520:5130 | +7    | 017:190 |
| 7.  |  | TSV Fortitudo Gossau (R)       | 18  | 8  | 1 | 9  | 0453:4820 | −29   | 017:190 |
| 8.  |  | Lakers Stäfa (R)               | 18  | 5  | 3 | 10 | 0515:5380 | −23   | 013:230 |
| 9.  |  | GC Amicitia Zürich             | 18  | 3  | 2 | 13 | 0448:4930 | −45   | 08:280  |
| 10. |  | RTV 1879 Basel                 | 18  | 2  | 1 | 15 | 0412:5260 | −114  | 05:310  |

Stand: 19. Oktober 2017
| Zum Hauptrundenende 2012/13:                                                |                                                                           |
|                                                                             |                                                                           |
|                                                                             | Qualifiziert für die Finalrunde                                           |
|                                                                             | Abstiegsrunde                                                             |
|                                                                             |                                                                           |
| Zum Saisonende 2011/12:                                                     |                                                                           |
| (M)                                                                         | Schweizer Meister 2011/12: Kadetten Schaffhausen                          |
| (C)                                                                         | Cup-Sieger 2011/12: Wacker Thun                                           |
| (SC)                                                                        | SuperCup-Sieger 2011/12: Kadetten Schaffhausen                            |
| (R)                                                                         | Sieger der Auf-/Abstiegsrunde 2011/12: TSV Fortitudo Gossau, Lakers Stäfa |
| kein Aufsteiger aus der Nationalliga B 2011/12 wegen der Liga-Verkleinerung |                                                                           |

### Torschützenliste
| Pl. | Spieler               | Tore | Schnitt | Mannschaft               |
| --- | --------------------- | ---- | ------- | ------------------------ |
| 01. | Lukas von Deschwanden | 199  | 5,5     | Wacker Thun              |
| 02. | Boris Stankovic       | 166  | 5,9     | HC Kriens-Luzern         |
| 03. | Andrija Pendic        | 160  | 4,4     | Kadetten Schaffhausen    |
| 04. | Predrag Milicic       | 159  | 5,3     | Lakers Stäfa             |
| 05. | Raphael Liniger       | 150  | 4,8     | TSV St. Otmar St. Gallen |
| 06. | Mirko Milosevic       | 148  | 5,1     | TSV Fortitudo Gossau     |
| 07. | Marko Vukelic         | 147  | 5,2     | RTV 1879 Basel           |
| 08. | Benjamin Steiger      | 141  | 5,9     | HC Kriens-Luzern         |
| 09. | David Parolo          | 138  | 4,5     | TSV St. Otmar St. Gallen |
| 10. | Kevin Jud             | 136  | 4,7     | Lakers Stäfa             |

### Zuschauertabelle
|                      | Verein                   | Zuschauer | pro Spiel |
| -------------------- | ------------------------ | --------- | --------- |
| 01.                  | Wacker Thun              | 20'780    | 1093      |
| 02.                  | TSV St. Otmar St. Gallen | 13'400    | 0893      |
| 03.                  | Kadetten Schaffhausen    | 15'122    | 0795      |
| 04.                  | Pfadi Winterthur         | 10'990    | 0686      |
| 05.                  | HC Kriens-Luzern         | 09'000    | 0642      |
| 06.                  | Lakers Stäfa             | 08'136    | 0542      |
| 07.                  | BSV Bern Muri            | 05'950    | 0425      |
| 08.                  | TSV Fortitudo Gossau     | 04'550    | 0303      |
| 09.                  | GC Amicitia Zürich       | 03'800    | 0253      |
| 10.                  | RTV 1879 Basel           | 03'150    | 0210      |
| Gesamt               | Gesamt                   | 94'878    | 0604      |
| Stand: 29. Juli 2017 |                          |           |           |

## Abstiegsrunde

### Rangliste
| Pl. |  | Verein               | Sp. | S  | U | N  | Tore      | Diff. | Punkte  |
| --- |  | -------------------- | --- | -- | - | -- | --------- | ----- | ------- |
| 1.  |  | TSV Fortitudo Gossau | 30  | 16 | 1 | 13 | 0785:7790 | +6    | 033:270 |
| 2.  |  | Lakers Stäfa         | 30  | 13 | 4 | 13 | 0866:8540 | +12   | 030:300 |
| 3.  |  | GC Amicitia Zürich   | 30  | 9  | 3 | 18 | 0763:7890 | −26   | 021:390 |
| 4.  |  | RTV 1879 Basel       | 30  | 3  | 1 | 26 | 0673:8760 | −203  | 07:530  |

Stand: 29. Juli 2017
| Zum Saisonende 2012/13: |                                                |
|                         |                                                |
|                         | Saison beendet                                 |
|                         | Barrage                                        |
|                         | Direkter Abstieg in die Nationalliga B 2013/14 |

## Finalrunde

### Rangliste
| Pl. |  | Verein                   | Sp. | S  | U | N  | Tore      | Diff. | Punkte  |
| --- |  | ------------------------ | --- | -- | - | -- | --------- | ----- | ------- |
| 1.  |  | Wacker Thun              | 28  | 20 | 2 | 6  | 0778:7100 | +68   | 042:140 |
| 2.  |  | Kadetten Schaffhausen    | 28  | 20 | 1 | 7  | 0836:7320 | +104  | 041:150 |
| 3.  |  | Pfadi Winterthur         | 28  | 20 | 1 | 7  | 0781:7050 | +76   | 041:150 |
| 4.  |  | TSV St. Otmar St. Gallen | 28  | 11 | 3 | 14 | 0792:8010 | −9    | 025:310 |
| 5.  |  | HC Kriens-Luzern         | 28  | 11 | 2 | 15 | 0717:7240 | −7    | 024:320 |
| 6.  |  | BSV Bern Muri            | 28  | 11 | 2 | 15 | 0701:7220 | −21   | 024:320 |

Stand: 29. Juli 2017
| Zum Finalrundenende 2012/13: |                               |
|                              |                               |
|                              | Qualifiziert für die Playoffs |
|                              | Saison beendet                |

## Barrage
|                    | Gesamt |                | Hinspiel | Rückspiel |
| ------------------ | ------ | -------------- | -------- | --------- |
| GC Amicitia Zürich | 52:44  | HSC Suhr Aarau | 23:19    | 29:25     |

## Playoffs

### Playoff-Baum
|  | Halbfinal | Halbfinal                | Halbfinal |  |  | Final | Final                 | Final |
|  |           |                          |           |  |  |       |                       |       |
|  |           |                          |           |  |  |       |                       |       |
|  | 1         | Wacker Thun              | 3         |  |  |       |                       |       |
|  | 4         | TSV St. Otmar St. Gallen | 0         |  |  |       |                       |       |
|  |           |                          |           |  |  | 1     | Wacker Thun           | 3     |
|  |           |                          |           |  |  | 2     | Kadetten Schaffhausen | 2     |
|  | 2         | Kadetten Schaffhausen    | 3         |  |  |       |                       |       |
|  | 3         | Pfadi Winterthur         | 2         |  |  |       |                       |       |
|  |           |                          |           |  |  |       |                       |       |

### Halbfinal
|                       |   |                          | Serie | 1     | 2     | 3     | 4     | 5     | [HR] | [FR] |
| --------------------- | - | ------------------------ | ----- | ----- | ----- | ----- | ----- | ----- | ---- | ---- |
| Wacker Thun           | – | TSV St. Otmar St. Gallen | 3:0   | 38:25 | 24:23 | 31:27 | –     | –     | [:]  | [:]  |
| Kadetten Schaffhausen | – | Pfadi Winterthur         | 3:2   | 26:25 | 18:22 | 33:26 | 18:24 | 29:20 | [:]  | [:]  |

HR = Hauptrunde, FR = Finalrunde

### Final
|             |   |                       | Serie | 1     | 2     | 3     | 4     | 5     | [HR] | [FR] |
| ----------- | - | --------------------- | ----- | ----- | ----- | ----- | ----- | ----- | ---- | ---- |
| Wacker Thun | – | Kadetten Schaffhausen | 3:2   | 24:28 | 26:32 | 37:31 | 27:26 | 35:27 | [:]  | [:]  |

HR = Hauptrunde, FR = Finalrunde

### Meistermannschaft Wacker Thun
| Schweizer Meister Wacker Thun | Torhüter: Andreas Merz, Marc Winkler Flügel links: Thomas Lanz, Luca Linder Flügel rechts: Jonas Dähler, Markus Hüsser Rückraum links: Borna FraniNikola Isailović, Lukas von Deschwanden Rückraum Mitte: Roman Caspar Rückraum rechts: Nikola Isailović Kreisläufer: Philipp Buri, Georgios Chalkidis, Reto Friedli Cheftrainer: Thomas Fahrni |

## Spielstätten
Die Spielstätten sind nach Kapazität der Stadien geordnet.
| Verein                   | Stadion                  | Kapazität |
| ------------------------ | ------------------------ | --------- |
| TSV St. Otmar St. Gallen | Sportanlage Kreuzbleiche | 3500      |
| Kadetten Schaffhausen    | BBC-Arena                | 3400      |
| GC Amicitia Zürich       | Saalsporthalle           | 2500      |
| Pfadi Winterthur         | Eulachhalle              | 2300      |
| Wacker Thun              | Sporthalle Lachen        | 2000      |
| HSC Suhr Aarau           | Sporthalle Schachen      | 2000      |
| RTV 1879 Basel           | Basel Rankhof            | 1500      |
| BSV Bern Muri            | Sporthalle Moos Gümligen | 1500      |
| HC Kriens-Luzern         | Krauerhalle              | 1300      |
| TSV Fortitudo Gossau     | Oberbüren Thurzelg       | 0850      |